# بلومنهولتس
بلومنهولتس (به آلمانی: Blumenholz) یک شهر در آلمان است که در Mecklenburgische Seenplatte District واقع شده‌است. بلومنهولتس ۸۵۸ نفر جمعیت دارد.